# Hagenbrunn
Hagenbrunn osztrák mezőváros Alsó-Ausztria Korneuburgi járásában. 2021 januárjában 2550 lakosa volt. 

## Elhelyezkedése

Hagenbrunn a Korneuburgi járásban

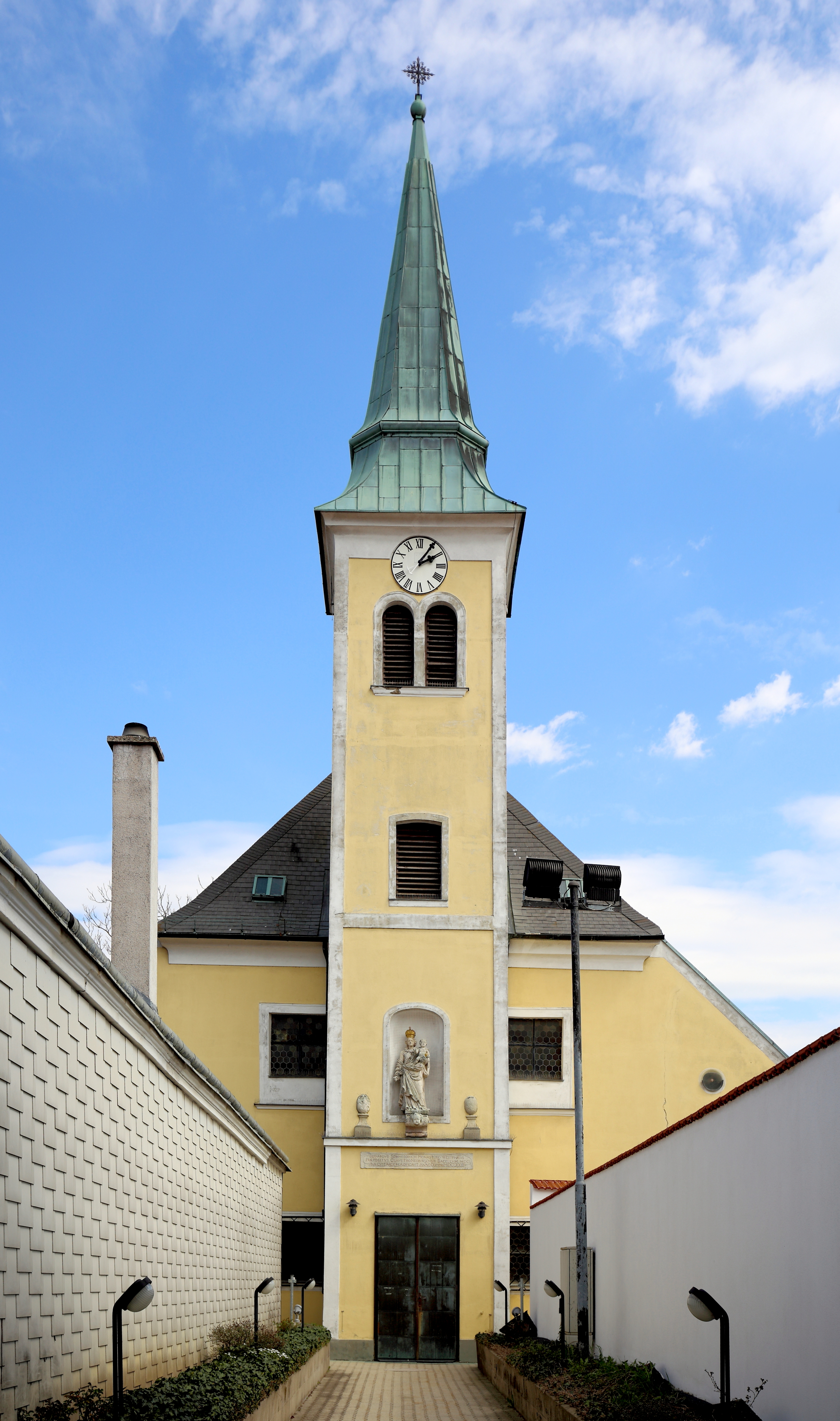
A Szt. Anna-kápolna

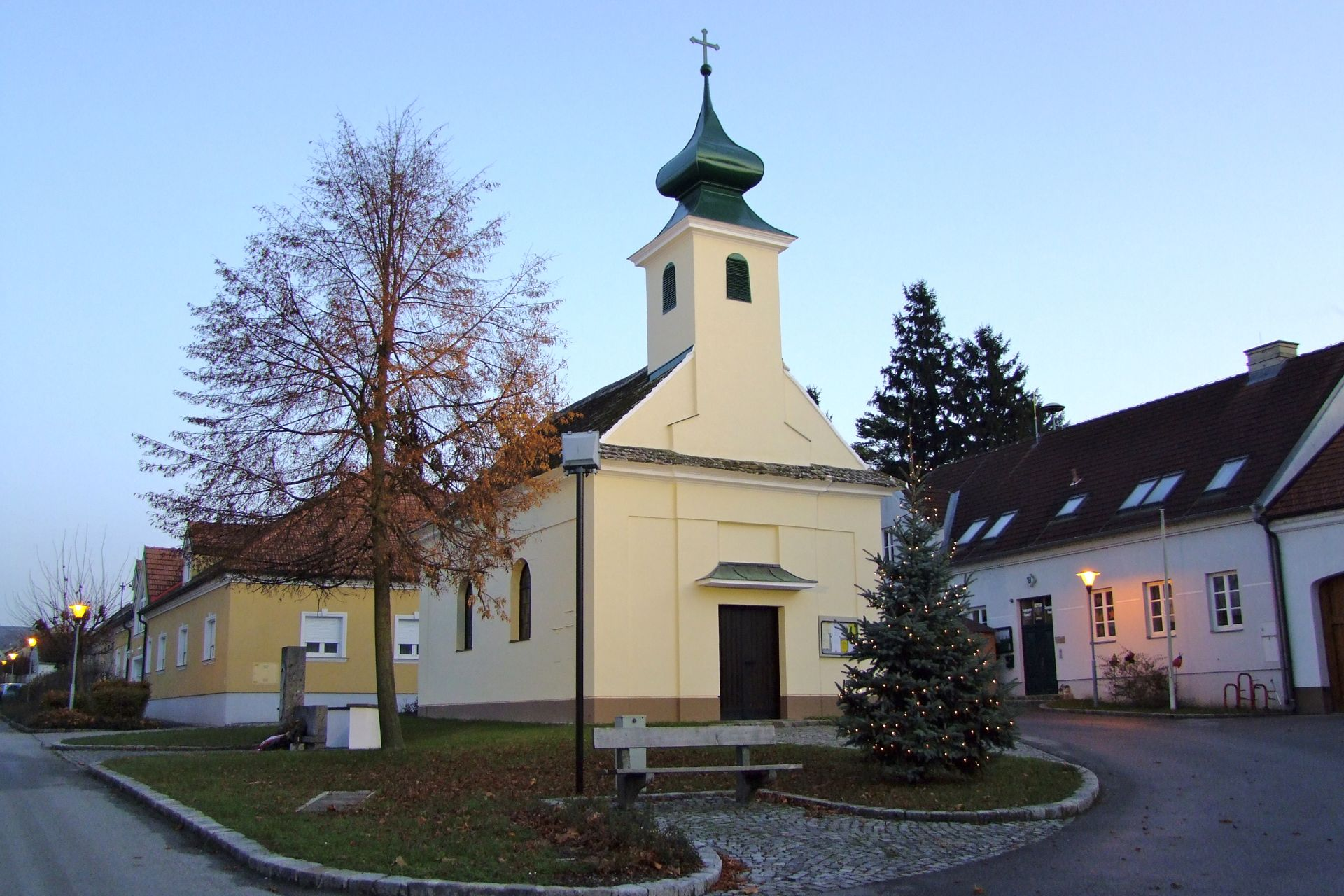
A Szt. Lőrinc-kápolna

Hagenbrunn a tartomány Weinviertel régiójában fekszik Bécstől közvetlenül északra. Területének 5,4%-a erdő, 66,3% áll mezőgazdasági művelés alatt. Az önkormányzat 7 települést, illetve településrészt egyesít: Flandorf, Hagenbrunn (1924 lakos 2021-ben), Brennleiten, Industriegebiet Hagenbrunn, Neues Wirtshaus, Veiglberg-Siedlung és Wolfsbergen-Siedlung.  
A környező önkormányzatok: délre Bécs Floridsdorf kerülete, nyugatra Langenzersdorf és Bisamberg, északnyugatra Leobendorf, északra Stetten és Enzersfeld im Weinviertel, északkeletre Großebersdorf, keletre Gerasdorf bei Wien.

## Története
Hagenbrunnt 1083-ban, Flandorfot 1160-ban említik először. A 16. században akkori birtokosai a Kollonich bárók kastélyt építettek Hagenbrunnban; ezt később lebontották, mára csak a kápolnája maradt meg.   
Az 1938-as Anschluss után közigazgatási reformot hajtottak végre és Hagenbrunnet Nagy-Bécs Floridsdorf kerületéhez csatolták. A mezőváros 1954-ben nyerte vissza önállóságát. A második világháború után a szovjet megszállási övezet része volt. 

## Lakosság
A hagenbrunni önkormányzat területén 2021 januárjában 2550 fő élt. A lakosságszám 1951 óta gyarapodó tendenciát mutat. 2019-ben az ittlakók 88,4%-a volt osztrák állampolgár; a külföldiek közül 2,9% a régi (2004 előtti), 5,3% az új EU-tagállamokból érkezett. 2,2% az egykori Jugoszlávia (Szlovénia és Horvátország nélkül) vagy Törökország, 1,1% egyéb országok polgára volt. 2001-ben a lakosok 77,5%-a római katolikusnak, 2,3% evangélikusnak, 14,7% pedig felekezeten kívülinek vallotta magát. Ugyanekkor 6 magyar élt a mezővárosban; a legnagyobb nemzetiségi csoportokat a németek (92,7%) mellett a horvátok és a csehek alkották 0,8-0,8%-kal. 
A népesség változása:

| 2016 | 2 187 |
| 2018 | 2 227 |

## Látnivalók
- a Szt. Vitus-plébániatemplom
- a Szt. Anna-kápolna (volt kastélykápolna)
- a flandorfi Szt. Lőrinc-kápolna

## Fordítás
- Ez a szócikk részben vagy egészben  a   Hagenbrunn című német Wikipédia-szócikk ezen változatának fordításán alapul.  Az eredeti cikk szerkesztőit annak laptörténete sorolja fel. Ez a jelzés csupán a megfogalmazás eredetét és a szerzői jogokat jelzi, nem szolgál a cikkben szereplő információk forrásmegjelöléseként.